# Herbert Moser
Herbert Moser (ur. 28 marca 1947 w Tuttlingen) – niemiecki polityk, w młodości lekkoatleta, sprinter. W czasie swojej kariery reprezentował Republikę Federalną Niemiec.
Zdobył brązowy medal w sztafecie 4 × 2 okrążenia na europejskich igrzyskach halowych w 1969 w Belgradzie (sztafeta RFN biegła w składzie: Dieter Hübner, Moser, Peter Bernreuther i Manfred Kinder).
Był halowym mistrzem RFN w sztafecie 4 × 400 metrów w 1970.
Jest działaczem politycznym Socjaldemokratycznej Partii Niemiec (SPD). Od 1976 do 2006 był członkiem parlamentu (Landtagu) kraju związkowego Badenia-Wirtembergia. Pełnił różnorakie funkcje w administracji Badenii-Wirtembergii.